# Jean-Paul Maho
Pour les articles homonymes, voir Maho.
Jean-Paul Maho, né le 20 février 1945 à Lorient, est un coureur cycliste français. Il a notamment participé aux Jeux olympiques de 1976 sur l'épreuve du contre-la-montre par équipes.

## Biographie
Il termine 20e de l'épreuve du contre-la-montre par équipes aux Jeux olympiques de 1976, épreuve effectuée avec Claude Buchon, Loïc Gautier et Jean-Michel Richeux.

## Palmarès
| - 1965 - Champion de Bretagne de poursuite - 2e de l'Élan breton - 1966 - Triomphe breton - 1967 - Champion de Bretagne de poursuite - 1969 - Tour du Morbihan - 1970 - Circuit de la vallée de la Loire - Grand Prix Michel-Lair - 1971 - Flèche d'Armor - 1972 - 2e du Grand Prix de Fougères - 1974 - Triomphe breton - Circuit de la vallée de la Loire - Circuit de Bretagne-Sud : - Classement général - 1re étape - 3e du championnat de France du contre-la-montre par équipes | - 1975 - Champion de France du contre-la-montre par équipes - Triomphe breton - Flèche finistérienne - Orvault-Saint-Nazaire-Orvault - 2e de Redon-Redon - 2e du Circuit des Remparts - 1976 - Champion de France du contre-la-montre par équipes - Manche-Atlantique - 3e du Grand Prix Gilbert-Bousquet - 1977 - Manche-Atlantique - Flèche finistérienne - 2e du Circuit de Bretagne-Sud - 3e du Circuit du Morbihan - 1978 - 3e du Grand Prix Gilbert-Bousquet - 3e du Circuit de Bretagne-Sud - 1979 - 2e de la Flèche finistérienne - 1980 - Flèche de Locminé |  |